# Évelyne Lebret
Évelyne Lebret (née le 20 février 1938 à Nîmes) est une athlète française, spécialiste du 400 et du 800 mètres.

## Biographie
Elle remporte trois titres de championne de France : sur 400 m en 1961 et 1962, et sur 800 m en 1965.
Elle améliore à six reprises le record de France du 400 mètres, le portant à 54 s 5 en 1964 lors des Jeux olympiques de Tokyo où elle se classe huitième de la finale.
Elle a été vingt fois sélectionnée en équipe de France.

### Palmarès
| Date | Compétition     | Lieu  | Résultat | Épreuve | Performance |
| ---- | --------------- | ----- | -------- | ------- | ----------- |
| 1964 | Jeux olympiques | Tokyo | 8e       | 400 m   | 55 s 5      |

### Records
| Épreuve | Performance  | Lieu | Date |
| ------- | ------------ | ---- | ---- |
| 400 m   | 54 s 5       |      | 1964 |
| 800 m   | 2 min 12 s 0 |      | 1965 |